# Пигасеево
Пигасеево — деревня в Торопецком районе Тверской области России. Входит в состав Скворцовского сельского поселения.

## География
Деревня находится в западной части Тверской области, в зоне хвойно-широколиственных лесов, на северном берегу озера Добшинского, на расстоянии примерно 11 километров (по прямой) к западу-юго-западу от города Торопца, административного центра района. Абсолютная высота — 183 метра над уровнем моря.

### Климат
Климат характеризуется как умеренно континентальный. Среднегодовая температура воздуха — 4,7 °C. Средняя температура воздуха самого холодного месяца (января) — −7,4 °C (абсолютный минимум — −45,7 °C), средняя температура самого тёплого (июля) — 17 °С (абсолютный максимум — 36,5 °С). Годовое количество атмосферных осадков составляет 752 мм, из которых большая часть (около 70 %) выпадает в тёплый период. Снежный покров устанавливается в среднем в третьей декаде ноября и держится около 5 месяцев. Среднегодовая скорость ветра — 2,9 м/с, варьирует от 3,4 м/с в ноябре до 2,4 м/с в августе.

### Часовой пояс
Деревня Пигасеево, как и вся Тверская область, находится в часовой зоне МСК (московское время). Смещение применяемого времени относительно UTC составляет +3:00.

## Население
| 2010 |
| ---- |
| 0    |

### Национальный состав
Согласно результатам переписи 2002 года, в национальной структуре населения русские составляли 100 % из 6 чел.